# الحسي (المكلا)

تعديل مصدري - تعديل

الحسي هي إحدى قرى عزلة المكلا بمديرية المكلا التابعة لمحافظة حضرموت، بلغ تعداد سكانها 295 نسمة حسب تعداد اليمن لعام 2004.